# Väddö och Björkö
Väddö e Björkö - em sueco Väddö och Björkö -  é uma ilha da província histórica da Uppland, situada no Mar de Åland, que é uma parte do Mar Báltico. Está localizada no norte da região de Roslagen, a 30 km a norte da cidade de Norrtälje e a 100 km da capital Estocolmo.

A parte norte da ilha é conhecida como Väddö, e a parte sul como Björkö. Tem uma área de 125 km2 e uma população de 1 711 habitantes (2015), dispondo de 3 000 habitações permanentes e 8 000 habitações dos tempos livres. Está separada da terra firme pelo Canal de Väddö (Väddö kanal), atravessado pelas pontes de Älmsta e Gåsvik. Pertence ao município de Norrtälje.